# AfD-Fraktion im Deutschen Bundestag
Die AfD-Fraktion im Deutschen Bundestag (auch AfD-Bundestagsfraktion) ist die Fraktion der rechtspopulistischen und rechtsextremen Partei Alternative für Deutschland (AfD) im Deutschen Bundestag, die erstmals bei der Bundestagswahl 2017 ins Parlament einzog. Im 21. Deutschen Bundestag ist die Fraktion mit insgesamt 151 Abgeordneten vertreten (Stand: 5. Mai 2025).

## Fraktionsvorstand
Der Fraktionsvorstand der AfD-Fraktion im Bundestag bestand in der 20. Legislaturperiode aus folgenden Personen:
| Amt                                      | Name                  | Bild |
| ---------------------------------------- | --------------------- | ---- |
| Fraktionsvorsitzende                     | Tino Chrupalla        |      |
| Fraktionsvorsitzende                     | Alice Weidel          |      |
| Erster Parlamentarischer Geschäftsführer | Bernd Baumann         |      |
| Bundestagsvizepräsident                  | vakant                |      |
| Stellvertretende Fraktionsvorsitzende    | Sebastian Münzenmaier |      |
| Stellvertretende Fraktionsvorsitzende    | Beatrix von Storch    |      |
| Stellvertretende Fraktionsvorsitzende    | Jörn König            |      |
| Stellvertretende Fraktionsvorsitzende    | Markus Frohnmaier     |      |
| Stellvertretende Fraktionsvorsitzende    | Stefan Keuter         |      |
| Parlamentarische Geschäftsführer         | Stephan Brandner      |      |
| Parlamentarische Geschäftsführer         | Götz Frömming         |      |
| Parlamentarische Geschäftsführer         | Enrico Komning        |      |
| Parlamentarische Geschäftsführer         | Peter Felser          |      |
| Ehrenvorsitzender                        | Alexander Gauland     |      |

## Vorsitzende
Der Vorsitz der AfD-Bundestagsfraktion besteht seit ihrer ersten Legislaturperiode von 2017–2021 aus einer Doppelspitze, bestehend aus zwei Fraktionsvorsitzenden.
| Dauer     | Vorsitzende       | Vorsitzende  |
| --------- | ----------------- | ------------ |
| 2017–2021 | Alexander Gauland | Alice Weidel |
| 2021–2025 | Tino Chrupalla    | Alice Weidel |
| seit 2025 | Tino Chrupalla    | Alice Weidel |

## Arbeitskreise
| Themengebiet                                          | Leiter / Sprecher     |
| ----------------------------------------------------- | --------------------- |
| Wahlprüfung, Immunität und Geschäftsordnung           | Stephan Brandner      |
| Petitionen                                            | Manfred Schiller      |
| Außenpolitik                                          | Markus Frohnmaier     |
| Innenpolitik                                          | Gottfried Curio       |
| Sport                                                 | Jörn König            |
| Recht und Verbraucherschutz                           | Tobias Peterka        |
| Finanzen                                              | Kay Gottschalk        |
| Haushalt                                              | Michael Espendiller   |
| Wirtschaft und Energie                                | Leif-Erik Holm        |
| Ernährung, Landwirtschaft, Heimat                     | Stephan Protschka     |
| Arbeit und Soziales                                   | René Springer         |
| Verteidigung                                          | Rüdiger Lucassen      |
| Bildung, Familien, Senioren, Frauen und Jugend        | Martin Reichardt      |
| Gesundheit                                            | Martin Sichert        |
| Verkehr                                               | Wolfgang Wiehle       |
| Umwelt, Klimaschutz, Naturschutz, nukleare Sicherheit | Andreas Bleck         |
| Menschenrechte und humanitäre Hilfe                   | Rainer Rothfuß        |
| Forschung, Technologie und Raumfahrt                  | Nicole Höchst         |
| Wirtschaftliche Zusammenarbeit und Entwicklung        | Rocco Kever           |
| Tourismus                                             | Sebastian Münzenmaier |
| Angelegenheiten der Europäischen Union                | Peter Boehringer      |
| Kultur und Medien                                     | Götz Frömming         |
| Bau, Wohnen, Stadtentwicklung und Kommunen            | Marc Bernhard         |
| Digitalisierung und Staatsmodernisierung              | Ruben Rupp            |

## Geschichte

### 19. Deutscher Bundestag (2017–2021)
Bei der Bundestagswahl 2017 übersprang die AfD mit 12,6 % der Stimmen erstmals die Fünf-Prozent-Hürde. Am Ende der ersten Legislaturperiode war sie mit 86 Abgeordneten im 19. Deutschen Bundestag vertreten, nachdem sie ursprünglich über 94 Mitglieder verfügt hatte. Die Fraktion war nach der CDU-CSU- und der SPD-Fraktion die drittstärkste Kraft im Parlament, und somit vier Jahre lang Oppositionsführer. Während der Legislaturperiode verließen fünf Mitglieder die Fraktion. Zudem traten vereinzelt Abgeordnete aus der Partei aus. Ein weiteres Mitglied wurde aus der Partei ausgeschlossen.
Von allen im Bundestag vertretenen Fraktionen verfügte die AfD-Fraktion mit 20,7 % über den höchsten Anteil an Doktoren und Professoren, jedoch mit 79,7 % über den zweitgeringsten Anteil (nach der SPD mit 76,8 %) an Hochschulabsolventen.
Frauke Petry, die damalige Co-Bundessprecherin der Partei, erklärte am 25. September 2017 in der ersten Bundespressekonferenz der Partei nach der Wahl, aus inhaltlichen Gründen nicht Mitglied der AfD-Bundestagsfraktion werden zu wollen. Daraufhin konstituierte sich die Fraktion am 26. September 2017 in ihrer ersten Sitzung mit 93 Abgeordneten. Dabei wurden Alice Weidel und Alexander Gauland als Fraktionsvorsitzende, und Bernd Baumann zum Ersten Parlamentarischen Geschäftsführer gewählt. Weitere Geschäftsführer der Fraktion waren Jürgen Braun, Michael Espendiller und Hansjörg Müller.
Mit dem Austritt von Mario Mieruch am 4. Oktober 2017 setzte sich die Bundestagsfraktion noch aus 92 Abgeordneten zusammen. Er begründete seinen Austritt mit fehlender Abgrenzung vom rechten Flügel um den thüringischen AfD-Vorsitzenden und damaligen Flügel-Chef Björn Höcke.
Am 5. Oktober 2017 wurden Roland Hartwig, Peter Felser, Tino Chrupalla, Leif-Erik Holm und Beatrix von Storch zu stellvertretenden Fraktionsvorsitzenden gewählt. Zum Fraktionsgeschäftsführer wurde Hans-Joachim Berg am 17. Oktober 2017 bestimmt.
In der konstituierenden Sitzung des Bundestages am 24. Oktober 2017 nominierte die AfD-Fraktion Albrecht Glaser für den ihr zustehenden Posten eines Bundestagsvizepräsidenten. Zur in den ersten beiden Wahlgängen benötigten absoluten Mehrheit fehlte die Zustimmung von Mitgliedern der anderen Fraktionen. Zur Erlangung der benötigten einfachen Mehrheit im dritten Wahlgang enthielten sich die Mitglieder der anderen Fraktionen. Glaser war wegen dem Grundgesetz widersprechender Äußerungen im Bereich der Religionsfreiheit auf Kritik gestoßen. Demzufolge erhielt Glaser in keinem der drei Wahlgänge die jeweils erforderliche Mehrheit. Nach der Ablehnung eines vierten Wahlgangs für Glaser durch den Ältestenrat erklärte Gauland am Rande der Wahl der Bundeskanzlerin, auf die Aufstellung eines konsensfähigen Kandidaten zu verzichten, da „die anderen Abgeordneten der AfD keine andere Meinung über den Islam hätten als Glaser“. Nach Glaser wurden drei weitere AfD-Kandidaten für das Amt eines Bundestagsvizepräsidenten nicht gewählt, zuletzt Paul Podolay im September 2019.
Am 12. September 2018 verließ die AfD bei einer Rede des SPD-Politikers Johannes Kahrs zum Bundeshaushalt 2019 als Fraktion geschlossen den Plenarsaal. Grund dafür war die Äußerung Kahrs, dass man „von Rechtsradikalen keine Lösungen erwarten“ könne. Eine Forderung des Bundestagsvizepräsident Hans-Peter Friedrich sich zu setzen, ignorierten die Abgeordneten.
Am 11. Oktober 2018 brachte die AfD-Fraktion einen Antrag ein, in welchem die Bundesregierung aufgefordert werden sollte, „geeignete Maßnahmen zu ergreifen, die Verbreitung von im Koran enthaltenen gesetzwidrigen Inhalten und Aufrufen zu unterbinden“. Der Antrag wurde von den anderen Fraktionen in einer anderthalbstündigen Debatte entschieden zurückgewiesen.
Am 17. Dezember 2018 trat der Abgeordnete Uwe Kamann mit der Begründung „unterschiedliche(r) Auffassungen über politische und fachpolitische Ausrichtungen“ aus Partei und Fraktion aus.
Von November 2019 bis zum Ende der Legislaturperiode stellte die AfD die Vorsitzenden in zwei Bundestagsausschüssen. Den Haushaltsausschuss leitete Peter Boehringer und den Tourismusausschuss Sebastian Münzenmaier. Zudem leitete zeitweise Stephan Brandner den Ausschuss für Recht und Verbraucherschutz. Er wurde von allen anderen Fraktionen aufgrund mehrerer umstrittener und von diesen als antisemitisch eingestuften Äußerungen abgewählt.
Am 18. Dezember 2019 trat der Abgeordnete Lars Herrmann aus der AfD und auch der Fraktion im Bundestag aus. Als Grund gab er an, dass er wegen Kritik an Björn Höcke aus der Landesgruppe Sachsen im Bundestag ausgeschlossen worden war, ohne angehört worden zu sein. Herrmann war damit der vierte AfD-Abgeordnete, der die Fraktion vor Ende der Legislaturperiode verließ.
Am 27. Januar 2020 erklärte auch Verena Hartmann ihren Austritt aus Partei und Fraktion, womit sich die Zahl der Fraktionsmitglieder auf 89 Mitglieder reduzierte.
Mit Frank Pasemann verlor die Fraktion am 15. November 2020 ihr sechstes Mitglied seit der Bundestagswahl 2017. Pasemann war aufgrund der Nichtzahlung der Mandatsträgerabgabe, parteischädigenden Verhaltens und Antisemitismus aus der Partei ausgeschlossen worden und stellte auch keinen Antrag auf Aufnahme in die AfD-Fraktion als Parteiloser. Dieser Fraktionsaustritt wurde der Bundestagsverwaltung erst mit einem Monat Verzögerung am 14. Dezember 2020 mitgeteilt. Infolge der Fraktionsschrumpfung verlor die Fraktion einen von fünf Sitzen im Verteidigungsausschuss an die CDU-Fraktion.
Im Juni 2021 verlor die Bundestagsfraktion der AfD zwei weitere Abgeordnete; Bruno Hollnagel und Heiko Heßenkemper. Letzterer trat der Fraktion jedoch bereits im August 2021 wieder bei. Seit der 12. Wahlperiode, der ersten nach der Wiedervereinigung, hatte bisher keine Partei in so kurzer Zeit so viele Fraktionsmitglieder im Bundestag verloren. In sieben Wahlperioden hatten bisher SPD und FDP jeweils fünf Fraktionsmitglieder verloren; entweder durch Übertritt in eine andere Fraktion, oder den Schritt in die Fraktionslosigkeit. Durch die Fraktionsaustritte verlor die AfD Anteile an der Redezeit in den Bundestagsdebatten, die sich nach der Fraktionsgröße richtet (siehe Berliner Stunde).
Im Mai 2022 wurde öffentlich, dass der mit Quasselgruppe bezeichnete, fraktionsinterne WhatsApp-Chat geleakt worden war. Es gilt als wahrscheinlich, dass ein Mitglied der AfD-Fraktion 2017–2021 den gesamten Chatverlauf mit über 40.000 Posts an Mitarbeiter und Mitarbeiterinnen des norddeutschen und westdeutschen Rundfunks weitergeleitet hat. Nach Informationen der beiden Rundfunkhäuser hatten sich 76 der 92 AfD-Bundestagsabgeordneten, die 2017 ins Bundesparlament eingezogen waren, am Chat beteiligt. Die Beiträge, die inzwischen für eine Fernsehdokumentation ausgewertet wurden, wurden AfD-interne Diskussionen zu besonderen politischen Ereignissen kommentiert. Dazu gehörten unter anderem die thüringische Regierungskrise im Zusammenhang des FDP-Abgeordneten Thomas Kemmerich, der sich mit Stimmen der AfD zum Ministerpräsidenten hatte wählen lassen, die US-Wahlen 2020, die Corona-Pandemie, sowie die Querdenker-Demonstrationen, die Verbrechen mit rechtsextremistischem Hintergrund und das Verhältnis zu Russland. Darüber hinaus offenbarten die Chatverläufe die Umgangsformen der Fraktionsmitglieder, sowohl mit dem politischen Gegner als auch mit den eigenen Parteimitgliedern. So schrieb zum Beispiel der nach der Bundestagswahl 2021 ausgeschiedene bayerische Abgeordnete Hansjörg Müller: „Ich habe noch nie so eine hinterfotzige, illoyale Ansammlung an menschlichen Wesen gesehen, wie im zweiten Teil der Legislatur. Es hat mich nur noch angekotzt.“ Auf einen Mitte Mai gestellten Antrag Joana Cotars, Mitglied der AfD-Fraktion 2021–2025, wurde innerhalb der Fraktion mehrheitlich beschlossen, die Quasselgruppe zu löschen.

### 20. Deutscher Bundestag (2021–2025)
Die AfD erhielt bei der Bundestagswahl am 26. September 2021 10,3 % der Stimmen und 83 Sitze im 20. Deutschen Bundestag. Der Anteil der Abgeordneten mit Migrationshintergrund liegt in der AfD-Fraktion bei 7,2 % und damit höher als bei den Fraktionen FDP und der Union.
Am 29. September 2021 wurden Bundessprecher Tino Chrupalla und Alice Weidel, die zuvor auch als Spitzenduo der AfD zur Bundestagswahl angetreten waren, als neue Fraktionsvorsitzende gewählt. Als Stellvertreter wählte die AfD-Fraktion erneut Leif-Erik Holm, Beatrix von Storch, und Sebastian Münzenmaier; Norbert Kleinwächter und Corinna Miazga († 2023) wurden erstmals als Stellvertreter gewählt. Alexander Gauland verblieb als Ehrenvorsitzender. Das Amt des Ersten Parlamentarischen Geschäftsführers erhielt erneut Bernd Baumann. Weitere Geschäftsführer wurden Stephan Brandner, Götz Frömming und Enrico Komning.
Während der ersten Sitzung der neuen AfD-Fraktion am 27. September 2021 kam es intern durch den Einzug des Abgeordneten Matthias Helferich zu kontroversen Diskussionen, weil dieser in der Vergangenheit mehrfach mit Anspielungen auf den Nationalsozialismus aufgefallen war. Parallel dazu erhielten alle Bundestagsabgeordneten eine anonyme Mail mit einer Warnung vor dem Einzug Helferichs in den Bundestag. So hieß es unter anderem: „Aus Reihen der AfD wird mindestens eine Person, die man zurecht als Nazi bezeichnen kann – nein, als Nazi bezeichnen muss – in den Bundestag […] einziehen.“ Während der Debatte um seinen Verbleib in der AfD-Fraktion verließ Helferich die Sitzung vorzeitig und erklärte später, der AfD-Fraktion im Bundestag nicht anzugehören; er wolle einen Antrag auf ein Gastmandat stellen, was später jedoch nicht genehmigt wurde.
Eine Woche vor dem ersten Zusammentreten des 20. Bundestags nominierte die Fraktion den Abgeordneten Michael Kaufmann für den Posten des Bundestagsvizepräsidenten.
Bei der ersten konstituierenden Sitzung des neuen Bundestags, am 26. Oktober 2021, verweigerten insgesamt 22 AfD-Abgeordnete die neu eingeführte 3G-Regel im Bundestag, die den Zutritt in den Plenarsaal und die Räumlichkeiten des Bundestags nur anhand eines Nachweises über eine Impfung, Genesung oder einen negativen Corona-Test ermöglichte. Die Abgeordneten mussten durch die Verweigerung der 3G-Regel auf den Zuschauertribünen des Plenarsaals Platz nehmen und an den Abstimmungen, nicht wie üblich elektronisch, sondern schriftlich teilnehmen. Wie auch schon zuvor in der ersten Sitzung der letzten Legislaturperiode beantragte die AfD die Änderung der Geschäftsordnung in Bezug darauf, dass nicht der Dienstälteste, sondern der älteste Bundestagsabgeordnete die Sitzung eröffnet, wobei diese Aufgabe Alexander Gauland mit einem Alter von 80 Jahren zuteilgeworden wäre. Der Antrag wurde von den übrigen Fraktionen per Abstimmung abgelehnt. Während der Wahl des Bundestagsvizepräsidenten erreichte der aufgestellte Kandidat Michael Kaufmann mit insgesamt 118 Ja-Stimmen gegenüber den Nein-Stimmen des restlichen Plenums nicht die erforderliche Mehrheit, woraufhin die AfD-Fraktion die Sitzung auf Antrag kurzzeitig unterbrechen ließ. Der Fraktionsvorsitzende Tino Chrupalla konnte an der konstituierenden Sitzung nicht teilnehmen, weil er einige Tage zuvor positiv auf COVID-19 getestet worden war.
Am 9. Dezember ließ die Fraktion ihren Kandidaten Michael Kaufmann in einem weiteren Wahlgang erneut für den Posten des Bundestagsvizepräsidenten antreten. Kaufmann erhielt 94 Ja-Stimmen und verfehlte damit bei weitem die erforderliche Mehrheit des Plenums.
Ende Dezember 2021 kündigten Uwe Witt und Johannes Huber jeweils ihren Austritt aus Partei und Fraktion an. Somit schrumpfte die Bundestagsfraktion auf eine Anzahl von 80 Sitzen.
Anfang September 2022 gab Robert Farle, direkt gewählter Abgeordneter aus Sachsen-Anhalt, seinen Austritt aus der Fraktion bekannt.
Am 21. November 2022 trat Joana Cotar aus der Fraktion aus, die damit auf 78 Sitze schrumpfte.
Während der AfD-Fraktionssitzung am 17. Januar 2023 wurde die geplante Abstimmung über die Wiederaufnahme von Matthias Helferich in die Bundestagsfraktion, die dieser zuvor erneut beantragt hatte, vor der eigentlichen Befassung von der Tagesordnung gestrichen. Grund dafür war ein Antrag des Abgeordneten Gottfried Curio, welcher mehrheitlich Zustimmung erhalten hatte, und somit Helferich weiterhin als fraktionsloser Abgeordneter verbleiben musste.
Am 25. Februar 2023 starb die Abgeordnete Corinna Miazga in Folge einer Krebserkrankung. In der ersten Bundestagssitzung nach ihrem Tod wurde ihr von Bundestagsvizepräsidentin Yvonne Magwas eine Trauerrede und eine Schweigeminute im Plenum gewidmet. Für Miazga rückte am 2. März 2023 Rainer Rothfuß nach und übernahm ihr Mandat im Bundestag.
Im Oktober 2023 wurden die Fraktionsvorsitzenden Tino Chrupalla und Alice Weidel mit 44 Ja-Stimmen, 22 Nein-Stimmen und sechs Enthaltungen in ihrem Amt wiedergewählt. Ein Antrag des Abgeordneten Rüdiger Lucassen, die Doppelspitze künftig mit einer Einzelspitze zu ersetzen, verfehlte mit 35 Ja-Stimmen und 37 Nein-Stimmen nur knapp die erforderliche Mehrheit. Als neue Stellvertreter bestätigte man Sebastian Münzenmaier, Stefan Keuter, Jörn König und Beatrix von Storch.
Ein erneuter Austritt aus der Fraktion geschah im März 2024 durch Thomas Seitz, der gleichzeitig auch seinen Austreten aus der Partei verkündete. Grund dafür nannte er ein aus Vetternwirtschaft bestehendes System innerhalb der Partei, was er später in einem YouTube-Video auf seinem eigenen Kanal scharf kritisierte. Seitz betonte jedoch, sein Mandat im Bundestag als fraktionsloser Abgeordneter weiterhin wahrzunehmen. Damit schrumpfte die Fraktion auf 77 Sitze im Plenum.
Im Oktober 2024 verkündete Dirk Spaniel seinen Austritt aus Partei und Fraktion, nachdem er bei der parteiinternen Aufstellungsversammlung der AfD Baden-Württemberg zur Bundestagswahl 2025 nicht gewählt worden war. Seit Spaniel Austritt zählt die Fraktion aktuell 76 Sitze im Plenum.

### 21. Deutscher Bundestag (seit 2025)
Bei der vorgezogenen Bundestagswahl 2025 wurde die AfD erstmals zweitstärkste Kraft in Deutschland, zog mit einem seit der letzten Wahl verdoppelten Ergebnis von 20,8 Prozent und einer Fraktion aus 152 Abgeordneten erneut ins Parlament ein. Am 25. Februar 2025 wurden Kanzlerkandidatin Alice Weidel und Tino Chrupalla mit 135 von 144 Stimmen erneut als Fraktionsvorsitzende gewählt; sieben AfD-Abgeordnete stimmten gegen das Duo, zwei enthielten sich. Als Stellvertreter wurden Sebastian Münzenmaier, Beatrix von Storch, Jörn König, Stefan Keuter bestätigt und erstmals Markus Frohnmaier gewählt. Bernd Baumann behielt das Amt des Ersten Parlamentarischen Geschäftsführers der Fraktion; auch Stephan Brandner, Götz Frömming und Enrico Komning behielten ihre Posten. Als fünfter Parlamentarischer Geschäftsführer wurde Peter Felser gewählt.
Als zweitstärkste Kraft beansprucht die Fraktion, im neuen Bundestag Vorsitze von Bundestagsausschüssen und einen Bundestagsvizepräsidenten zu stellen.
Anders als 2021 wurde der Abgeordnete Matthias Helferich, der erneut über die Landesliste der AfD Nordrhein-Westfalen ins Parlament gewählt wurde, in der konstituierenden Sitzung widerstandslos in die Bundestagsfraktion aufgenommen. Zuvor hatte die Landesgruppe der AfD Nordrhein-Westfalen davon abgeraten und an die Fraktionsspitze appelliert, sich im Falle einer Aufnahme Helferichs für alle etwaigen Folgen und Skandale verantworten zu müssen. Helferich kündigte an, als Mitglied des Kulturausschusses „mit rechter Kulturpolitik den linken Kulturkampf beantworten“ zu wollen. Auch Maximilian Krah, der bis zu seinem Einzug in den Bundestag noch als Mitglied dem Europäischen Parlament angehört hatte, wurde aufgenommen. Er war 2024 nicht in die AfD-Delegation im EU-Parlament aufgenommen worden, nachdem er in einem Interview gesagt hatte, nicht alle Mitglieder der SS könnten pauschal als Kriegsverbrecher verurteilt werden. Dario Seifert zog neu ins Parlament ein. Er war von 2012 bis 2014 Mitglied der Jungen Nationalisten, der Jugendorganisation der Partei Die Heimat, ehemals NPD.
Am 5. Mai 2025 verkündete Sieghard Knodel seinen Austritt aus der AfD und dass er dem Bundestag künftig als fraktionsloser Abgeordneter angehören wird. Er begründete seinen Austritt mit der Einstufung der AfD als „gesichert rechtsextrem“ durch den Verfassungsschutz.

## Rezeption
Nach Recherchen von u. a. Kai Biermann und Astrid Geisler sind unter den 297 Mitarbeiterinnen und Mitarbeitern der AfD-Abgeordneten und der AfD-Fraktion mindestens 27 Aktivisten und Anhänger rechtsextremer Organisationen. 18 Bundestagsabgeordnete der AfD beschäftigen Mitarbeiter aus diesem Milieu, darunter Anhänger der Partei Die Heimat (ehemals NPD) und der neonazistischen, verbotenen Organisation Heimattreue Deutsche Jugend (HDJ), Aktivisten der Identitären Bewegung und dem vom Verfassungsschutz als rechtsextrem eingestuften Verein Ein Prozent, rechte Burschenschafter und neurechte Ideologen. René Springer beschäftigt beispielsweise den im Frühjahr 2017 als Mitarbeiter der Landtagsfraktion der AfD Brandenburg entlassenen Jean-Pascal Hohm, gemäß Olaf Sundermeyer einer „der aktivsten Identitären überhaupt“. Der Fraktionsvorsitzende Gauland beschäftigte bis Januar 2018 einen Ex-Kader der verbotenen HDJ, der zuvor bereits mindestens seit Anfang 2015 für die brandenburgische AfD-Landtagsfraktion tätig gewesen war. Harald Weyel beschäftigte in der ersten Legislaturperiode der AfD im Bundestag den neurechten Publizisten und Geschäftsführer des Instituts für Staatspolitik (IfS), Erik Lehnert in seinem Büro.

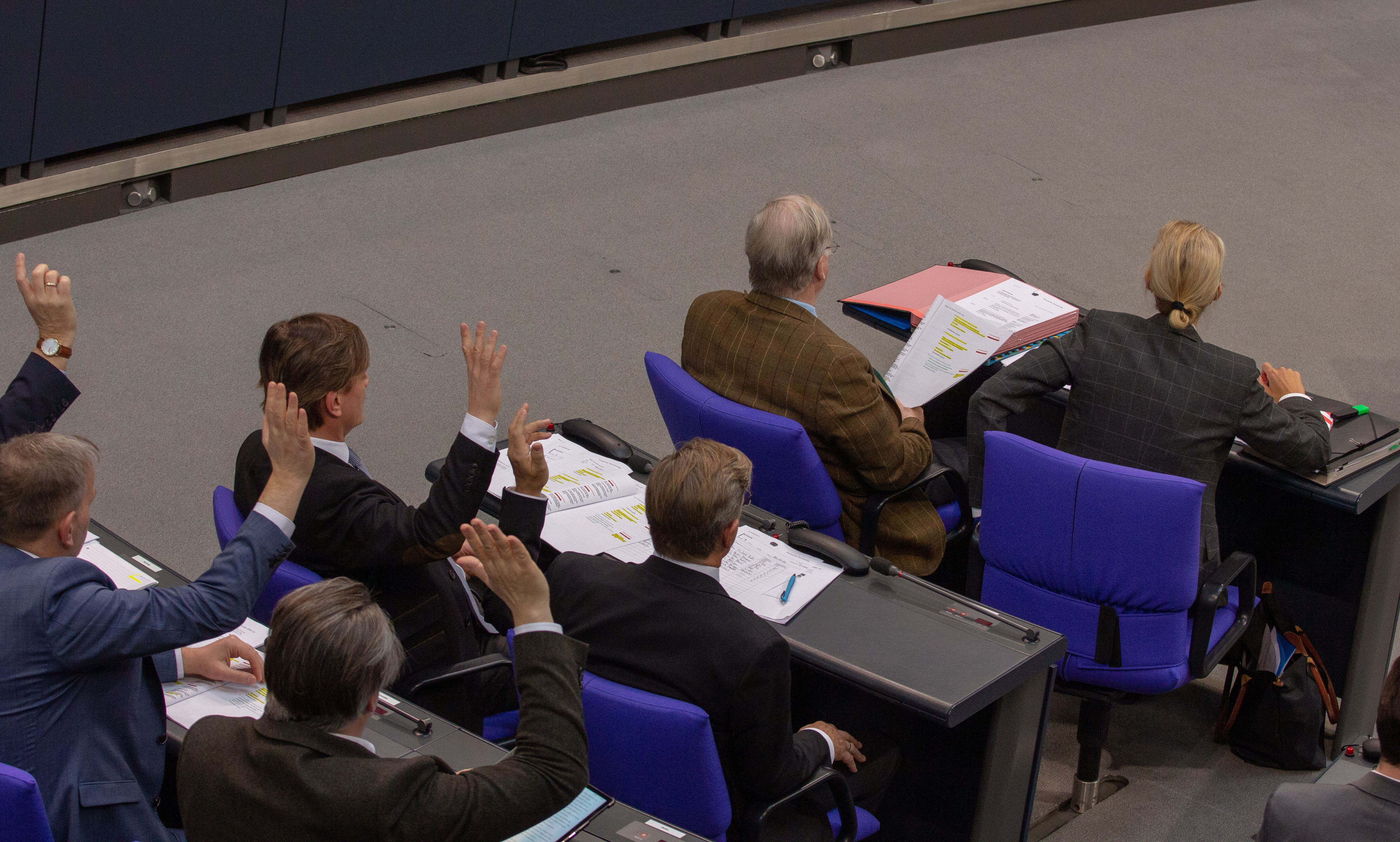
AfD-Fraktion im 19. Deutschen Bundestag, 2019

Ein Mitarbeiter von Petr Bystron, Eric Weber, war zuvor Mitarbeiter eines Landtagsabgeordneten der damaligen NPD Sachsen und Autor deren Parteizeitung Deutsche Stimme. Von September 2018 bis zu seinem Tode war Manuel Ochsenreiter, damaliger Chefredakteur der rechtsextremen Zeitschrift Zuerst!, vom AfD-Abgeordneten Markus Frohnmaier im Bundestag beschäftigt. Auf Nachfrage bestätigte die Bundestagspolizei, dass einem weiteren Mitarbeiter der AfD-Fraktion „nach dem Ergebnis der Zuverlässigkeitsüberprüfung“ gemäß Hausordnung kein Zugangsausweis ausgestellt wurde. Dieser hätte ihm freien Zutritt zu den Gebäuden ohne individuelle Sicherheitskontrolle, der Besucher oder auch akkreditierte Journalisten an den Eingängen unterzogen werden, ermöglicht.
Auch eine von der Otto-Brenner-Stiftung unterstützte Recherche der taz gemeinsam mit apabiz sowie der Zeitschrift Der Rechte Rand zu Verbindungen von mehr als 350 Fraktions- und Abgeordnetenmitarbeitern zeigte, dass es keine Frage von Einzelfällen sei, dass die AfD auch Angehörige und Sympathisanten rechtsextremer Gruppen in den Bundestag hole. Hiernach gäbe es aus 23 der 92 Abgeordnetenbüros Verbindungen zu extrem rechten Parteien, Think-Tanks, Medien, Burschenschaften oder anderen Organisationen. Auch eigene Recherchen der Tageszeitung Die Welt ergaben, dass bei der AfD „bisweilen die Grenze zwischen Demokrat und Extremist“ verwische, „die Fraktion mit ihren Abgeordneten deutlich weiter rechts“ stehe, „als viele zunächst vermutet“ hätten.
Die AfD-Fraktion kam bei 66 namentlichen Abstimmungen im Zeitraum von Oktober 2018 bis Juni 2019 auf eine Fehlquote von 13,57 Prozent. AfD-Abgeordnete fehlten im Schnitt aller Bundestagsmitglieder bei diesen 66 Abstimmungen am häufigsten; der Durchschnitt lag nach Analyse des Politikmagazins Kontraste bei 10,73 Prozent. Die Fraktionsvorsitzende Weidel kommentierte auf Nachfrage, „die anderen [seien] … doch deutlich höher abwesend“.
Eine Recherche der Welt am Sonntag ergab, dass gegen fast jeden zehnten AfD-Abgeordneten strafrechtliche Ermittlungen oder Verurteilungen vorliegen. Diese Quote ist mehr als doppelt so hoch wie bei allen anderen Parteien. Unter den Straftaten sind unter anderem „Betrug, Untreue, Meineid, Steuerhinterziehung, sexuelle Nötigung und Beihilfe zur gefährlichen Körperverletzung bis zu Volksverhetzung“. Ebenso ist die AfD Spitzenreiter bei der Anzahl an Abgeordneten, deren parlamentarische Immunität für Strafverfahren aufgehoben wurde.
Das Internationale Auschwitz Komitee verurteilte die Aufnahme der AfD-Politiker Maximilian Krah und Matthias Helferich in die Fraktion und sprach von einem Skandal, der das Bild Deutschlands nicht nur unter den Opfern nationalsozialistischer Verfolgung schwer beschädige. Für Christoph Heubner, Vizepräsident des Verbandes, offenbart der Vorgang eine „zynische Arroganz“.

## Aufhebung der Immunität Gaulands
Mit Beschluss des Bundestages wurde die Immunität Alexander Gaulands als Bundestagsabgeordneter am 30. Januar 2020 aufgehoben. Die Mehrzahl der AfD-Abgeordneten enthielt sich der Stimme. Die Staatsanwaltschaft Frankfurt am Main hatte eine Aufhebung beantragt, um in einem Strafverfahren ermitteln zu können. Gauland steht laut der Oberstaatsanwältin Nadja Niesen im Verdacht einer Steuerhinterziehung im fünfstelligen Bereich. Seine Wohnung in der Berliner Vorstadt in Potsdam wurde am Vormittag von den Ermittlungsbehörden durchsucht. Die Durchsuchungen betrafen allein die Meldeanschrift des Verdächtigen. Bundestagsbüros wurden nicht durchsucht. Ein AfD-Fraktionssprecher sagte der AFP, in den Ermittlungen gehe es „um ein altes Verfahren aus dem vorletzten Jahr“. Die Fraktion wolle dazu ausführlicher Stellung nehmen.

## Einladung von Verschwörungstheoretikern durch einzelne AfD-Abgeordnete
Am 18. November 2020 befanden sich auf Einladung durch einzelne AfD-Fraktionsmitglieder Verschwörungstheoretiker im Deutschen Bundestag, welche unter anderem den Bundesminister für Wirtschaft und Energie (Peter Altmaier) sowie einige andere Abgeordnete bedrängten, verfolgten und beschimpften. Zudem drangen diese Personen in die Abgeordnetenbüros von einzelnen Mitgliedern des Deutschen Bundestages ein. Abgeordnete der Fraktionen der FDP, CDU/CSU, SPD, Bündnis 90/Die Grünen sowie der Die Linke drückten ihr Entsetzen sowie ihr Unverständnis im Blick auf den Vorfall aus. Die Vorsitzenden der AfD-Bundestagsfraktion gestanden den Vorfall ein und kündigten eine Untersuchung an. Der Bundestagsvizepräsident Wolfgang Kubicki kündigte strafrechtliche Konsequenzen an.
Am 14. Januar 2021 bekamen zwei der rechten Störenden Hausverbot erteilt, unter welchen sich die ehemalige Bundestagsabgeordnete Angelika Barbe befinden soll.

## Rechtsextreme Mitarbeiter der Fraktionsmitglieder
Nach Recherchen des Bayerischen Rundfunks beschäftigt die AfD-Bundestagsfraktion und die in ihr zusammengeschlossenen Abgeordneten mehr als 100 Mitarbeiter aus dem rechtsextremen Spektrum. Diese sind zum Teil in Organisationen tätig, die unter Beobachtung des Verfassungsschutzes stehen. Darunter befinden sich Anhänger der Identitären Bewegung, Aktivisten aus der Neuen Rechten sowie mehrere Neonazis. Beispiele dafür sind der vorbestrafte Neonazi Mario Müller und John Hoewer. Müller ist wissenschaftlicher Mitarbeiter des Bundestagsabgeordneten Jan Wenzel Schmidt und Mitglied der Identitären Bewegung. Hoewer, Mitarbeiter des stellvertretenden AfD-Fraktionschefs Sebastian Münzenmaier, gehört dem Vorstand des Vereins Ein Prozent an, der vom Verfassungsschutz als „gesichert rechtsextremistisch“ eingestuft wird. Dem Bayerischen Rundfunk liegen außerdem Bilder aus dem Jahr 2021 vor, die Hoewer und Neonazis aus dem Umfeld der früheren NPD (heute: Die Heimat) beim gemeinsamen Kampfsport-Training zeigen.

## Landesgruppen
Innerhalb der AfD-Bundestagsfraktion schließen sich die Abgeordneten der Länder in Landesgruppen zusammen. Die Landesgruppen wählen bei mehreren Mitgliedern jeweils einen Sprecher.
| Name der Landesgruppe    | Mitglieder | Landesgruppensprecher(in)           |
| ------------------------ | ---------- | ----------------------------------- |
| Baden-Württemberg        | 9          | Jürgen Braun                        |
| Bayern                   | 11         | Rainer Kraft                        |
| Berlin                   | 3          | Beatrix von Storch, Gottfried Curio |
| Brandenburg              | 5          | Steffen Kotré                       |
| Bremen                   | 0          | keine Abgeordneten                  |
| Hamburg/Niedersachsen    | 7          | Dietmar Friedhoff                   |
| Hessen                   | 4          | Albrecht Glaser                     |
| Mecklenburg-Vorpommern   | 3          | Leif-Erik Holm                      |
| Nordrhein-Westfalen      | 11         | Roger Beckamp                       |
| Rheinland-Pfalz/Saarland | 5          | Nicole Höchst                       |
| Sachsen                  | 10         | Karsten Hilse                       |
| Sachsen-Anhalt           | 3          | Martin Reichardt                    |
| Schleswig-Holstein       | 1          | Gereon Bollmann                     |
| Thüringen                | 5          | Stephan Brandner                    |